# Bulbophyllum polycyclum
Bulbophyllum polycyclum là một loài phong lan thuộc chi Bulbophyllum.